# 9e parallèle sud
Pour les articles homonymes, voir 9e parallèle.
En géographie, le 9e parallèle sud est le parallèle joignant les points de la surface de la Terre dont la latitude est égale à 9° sud.

## Géographie

### Dimensions
Dans le système géodésique WGS 84, au niveau de 9° de latitude sud, un degré de longitude équivaut à 109,957 km ; la longueur totale du parallèle est donc de 39 585 km, soit environ 99 % de celle de l'équateur. Il en est distant de 995 km et du pôle Sud de 9 007 km,.

### Régions traversées
Le 9e parallèle sud passe au-dessus des océans sur environ 78 % de sa longueur. Du point de vue des terres émergées, il traverse l'Afrique (Angola, République démocratique du Congo, Zambie, Tanzanie), l'Indonésie, le Timor oriental, la Papouasie-Nouvelle-Guinée, les Salomon, les îles Cook, et l'Amérique du Sud (Pérou, Brésil).
Le tableau ci-dessous résume les différentes zones traversées par le parallèle, d'ouest en est :
| Zone                                                   | Début                | Fin                  | Longueur (km) |
| ------------------------------------------------------ | -------------------- | -------------------- | ------------- |
| Océan Atlantique                                       | 9° 00′ S, 35° 13′ O  | 9° 00′ S, 13° 05′ E  | 5 311         |
| Afrique                                                | 9° 00′ S, 13° 05′ E  | 9° 00′ S, 39° 30′ E  | 2 905         |
| Océan Indien                                           | 9° 00′ S, 39° 30′ E  | 9° 00′ S, 39° 31′ E  | 2             |
| Kilwa Kisiwani                                         | 9° 00′ S, 39° 31′ E  | 9° 00′ S, 39° 33′ E  | 4             |
| Océan Indien                                           | 9° 00′ S, 39° 33′ E  | 9° 00′ S, 116° 43′ E | 8 485         |
| Sumbawa (Indonésie)                                    | 9° 00′ S, 116° 43′ E | 9° 00′ S, 117° 32′ E | 90            |
| Détroit de Sumba, mer de Savu                          | 9° 00′ S, 117° 32′ E | 9° 00′ S, 124° 47′ E | 797           |
| Timor (Indonésie, Timor oriental)                      | 9° 00′ S, 124° 47′ E | 9° 00′ S, 126° 09′ E | 150           |
| Mer de Timor                                           | 9° 00′ S, 126° 09′ E | 9° 00′ S, 140° 49′ E | 1 613         |
| Nouvelle-Guinée (Indonésie, Papouasie-Nouvelle-Guinée) | 9° 00′ S, 140° 49′ E | 9° 00′ S, 143° 27′ E | 290           |
| Golfe de Papouasie                                     | 9° 00′ S, 143° 27′ E | 9° 00′ S, 146° 36′ E | 346           |
| Nouvelle-Guinée (Papouasie-Nouvelle-Guinée)            | 9° 00′ S, 146° 36′ E | 9° 00′ S, 148° 32′ E | 213           |
| Mer des Salomon                                        | 9° 00′ S, 148° 32′ E | 9° 00′ S, 152° 23′ E | 423           |
| Nusam (Papouasie-Nouvelle-Guinée)                      | 9° 00′ S, 152° 23′ E | 9° 00′ S, 152° 25′ E | 4             |
| Mer des Salomon                                        | 9° 00′ S, 152° 25′ E | 9° 00′ S, 152° 30′ E | 9             |
| Woodlark Island (Papouasie-Nouvelle-Guinée)            | 9° 00′ S, 152° 30′ E | 9° 00′ S, 152° 40′ E | 18            |
| Océan Pacifique                                        | 9° 00′ S, 152° 40′ E | 9° 00′ S, 159° 01′ E | 698           |
| Îles Russell (Salomon)                                 | 9° 00′ S, 159° 01′ E | 9° 00′ S, 159° 16′ E | 27            |
| Détroit de Nouvelle-Géorgie                            | 9° 00′ S, 159° 16′ E | 9° 00′ S, 160° 03′ E | 86            |
| Îles Florida (Salomon)                                 | 9° 00′ S, 160° 03′ E | 9° 00′ S, 160° 15′ E | 23            |
| Détroit Indispensable                                  | 9° 00′ S, 160° 15′ E | 9° 00′ S, 160° 45′ E | 55            |
| Malaita                                                | 9° 00′ S, 160° 45′ E | 9° 00′ S, 161° 10′ E | 46            |
| Océan Pacifique                                        | 9° 00′ S, 161° 10′ E | 9° 00′ S, 157° 56′ O | 4 497         |
| Penrhyn                                                | 9° 00′ S, 157° 56′ O | 9° 00′ S, 157° 55′ O | 2             |
| Océan Pacifique                                        | 9° 00′ S, 157° 55′ O | 9° 00′ S, 78° 39′ O  | 8 716         |
| Amérique du Sud                                        | 9° 00′ S, 78° 39′ O  | 9° 00′ S, 35° 13′ O  | 4 776         |

## Îles proches
Le 9e parallèle passe à proximité des îles suivantes :
- Aldabra (Seychelles)
- Atoll Providence (Seychelles)
- Bali (Indonésie) ;
- Nusa Penida (Indonésie) ;
- Lombok (Indonésie) ;
- Florès (Indonésie) ;
- Archipel d'Entrecasteaux (Papouasie-Nouvelle-Guinée) ;
- Îles Trobriand (Papouasie-Nouvelle-Guinée) ;
- Tetepare (Salomon) ;
- Vangunu (Salomon) ;
- Nggatokae (Salomon) ;
- Îles Florida (Salomon) ;
- Funafuti (Tuvalu) ;
- Nukulaelae (Tuvalu) ;
- Nukunonu (Tokelau) ;
- Nuku Hiva (Polynésie française) ;
- Ua Huka (Polynésie française).